# Massimo Bruno
Massimo Bruno (Boussu, 17 september 1993) is een Belgisch-Italiaans voetballer die het liefst als rechtsbuiten speelt en momenteel voor KV Kortrijk speelt. Hij tekende er in de zomer van 2022 een driejarig contract.

## Vroege leven

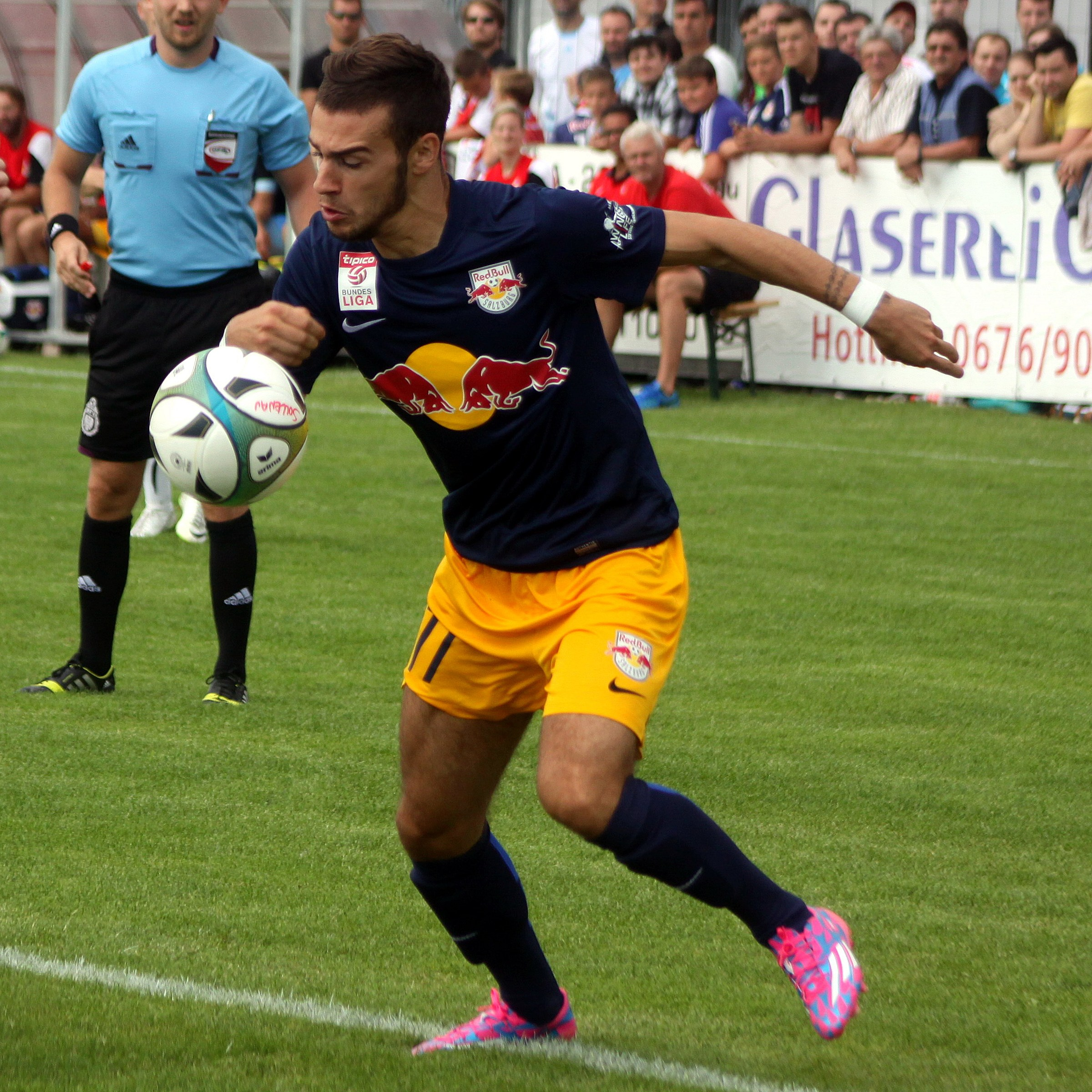
Massimo Bruno speelt bij zijn debuut voor Red Bull Salzburg in een wedstrijd om de Oostenrijkse beker tegen 1. SC Sollenau op 12 juli 2014.

Bruno heeft Italiaanse ouders. Zijn vader Alfonso is afkomstig uit Sicilië, zijn moeder Maria uit Napels. Dit zou hem geschikt hebben gemaakt om voor Italië te spelen, maar hij verklaarde dat: "Maar als de Italiaanse federatie mij belt, zou het dom zijn om het niet aan te nemen Italië blijft Italië, alle spelers daar zijn topspelers. Maar dat is bij de Rode Duivels op dit moment niet anders', vervolgt Bruno. "Elke speler droomt van de Wereldkampioenschap voetbal in Brazilië, ben ik zeker niet de enige die hoopt op een plek in de nationale ploeg." Alfonso is, net als zijn zoon, een supporter van Juventus en maakte in 1985 van dichtbij het Heizeldrama mee.
Toen hij opgroeide, hij verafgoodde Zinedine Zidane. Bruno is een neef van voetballer Leandro Zorbo.

## Carrière

### Jeugd/Charleroi
De jonge Massimo leerde voetbal bij het bescheiden Frameries, maar werd al snel ontdekt door RAEC Mons. In 2002 maakte Bruno de overstap naar Anderlecht, waar hij in het team van jeugdtrainer Frédéric Peiremans belandde. Op zijn twaalfde liep hij een zware hielblessure op die hem vier maanden aan kant hield. De blessure was het gevolg van een groeispurt. Nadien ging hij terug aan de slag bij Bergen.  In 2009 trok Sporting Charleroihem aan.
Nadat hij door de rangen was gegaan bij de club, verscheen Bruno in november 2010 twee keer in het eerste elftal als ongebruikte vervanger in twee wedstrijden. Bruno brak in 2011 door bij eersteklasser Sporting Charleroi. Op de laatste speeldag van de reguliere competitie mocht de aanvallend ingestelde middenvelder meespelen tegen Cercle Brugge. Charleroi werd uiteindelijk laatste en degradeerde na play-downs naar tweede klasse.

### Anderlecht
Enkele weken na de competitie zorgde zijn ex-club RSC Anderlecht ervoor dat Bruno in eerste klasse kon blijven. In mei 2012 toonden onder meer Liverpool, Tottenham Hotspur, Standard Luik en AA Gent interesse in de jonge middenvelder. Anderlecht bood hem een contract voor drie seizoenen aan. Bruno werd bij paars-wit aanvankelijk ondergebracht bij de beloften. Dat Charleroi de jonge Bruno liet vertrekken, werd achteraf beschouwd als een blunder van het clubbestuur.
Hij bleef bij Anderlecht en kreeg in de voorbereiding op het seizoen 2012/13 veel speelkansen van trainer John van den Brom. Op 12 augustus 2012 maakte hij zijn officieel debuut voor paars-wit. Bruno mocht toen tegen Cercle Brugge invallen voor Dieumerci Mbokani. Op 28 augustus van dat jaar viel hij in de laatste tien minuten in in een kwalificatiewedstrijd tegen AEL Limassol. Daar gaf hij de voorzet voor het bevrijdende doelpunt dat leidde tot kwalificatie voor de UEFA Champions League. Na de wedstrijd werd zijn prestatie geprezen door het management en teamgenoten van de club. Enkele dagen later scoorde hij tegen KRC Genk zijn eerste officiële treffer voor paars-wit.  Na de wedstrijd beschreef hij het evenement later als "een droomweek". In een UEFA Champions League-wedstrijd tegen Milan werd Bruno's prestatie geprezen om zijn vele sprints gedurende de wedstrijd, toen de club 0-0 gelijkspeelde. Een week later, op 26 september 2012, scoorde hij zijn tweede doelpunt van het seizoen, in een 2-0 overwinning tegen Boussu Dour Borinage in de zesde ronde van de Beker van België. Bruno voegde later nog drie goals toe tegen het einde van het jaar en scoorde tegen Gent, Club Brugge en Beerschot. Als resultaat van zijn prestatie tekende hij een contractverlenging bij Anderlecht, die hem aanhield tot 2017. Bruno scoorde vervolgens twee doelpunten in twee wedstrijden tussen 15 februari 2013 en 24 februari 2013 tegen Charleroi en Club Brugge. Hij scoorde zijn achtste doelpunt van het seizoen, in een 2-1 nederlaag tegen Club Brugge op 28 april 2013. Voor zijn optreden werd Bruno uitgeroepen tot speler van de maand van de club. In zijn eerste seizoen bij de senioren speelde Bruno uiteindelijk 33 competitiewedstrijden, waarin hij 7 keer scoorde ondanks zorgen over blessures. Bruno won dat jaar zeker een aandeel in het kampioenschap met Anderlecht nadat de club in de laatste wedstrijd van het seizoen met 1-1 gelijkspeelde tegen titelkandidaat Zulte Waregem.
Aan het begin van het seizoen 2013-2014 won Anderlecht de Belgische Supercup met 1-0 van KRC Genk door een doelpunt van Bruno. Hij begon het seizoen goed door vijf doelpunten te maken in de eerste competitieduels van het seizoen, tegen Lokeren, Cercle Brugge (tweemaal), Gent en Charleroi. Bruno bleef zich vestigen in het eerste elftal en speelde op de rechtse positie voor Anderlecht. Zijn optreden leidde ertoe dat teamgenoot Dennis Praet hem prees en zei: "Er is geen concurrentie met Bruno voor de beste statistieken. We lachen er soms om, maar ik kan hem niet meer inhalen." Hij scoorde tweemaal en zorgde voor een van de goals voor de club, in een 7-0 overwinning tegen Eupen in de zesde ronde van de Beker van België. Op 27 november 2013 scoorde Bruno zijn UEFA Champions League-doelpunt, in een 3-2 verlies tegen Benfica. Daarna scoorde hij in december nog vier doelpunten tegen Cercle Brugge, Westerlo (tweemaal) en Gent. Bruno begon in een spitspositie voor een wedstrijd tegen Genk op 11 mei 2014 en scoorde tweemaal voor Anderlecht, in een 4-0 overwinning. In een vervolgwedstrijd tegen Zulte Waregem scoorde hij en zorgde hij voor het openingsdoelpunt voor Cheikhou Kouyaté, in een 2-1 overwinning om de club te helpen de Belgische Pro League voor de tweede keer in zijn carrière te winnen. In zijn tweede seizoen bij het A-team van de club zou Bruno in totaal 36 competitiewedstrijden spelen waarin hij 10 doelpunten maakte ondanks lichte blessures.

#### Red Bull Salzburg (lening)

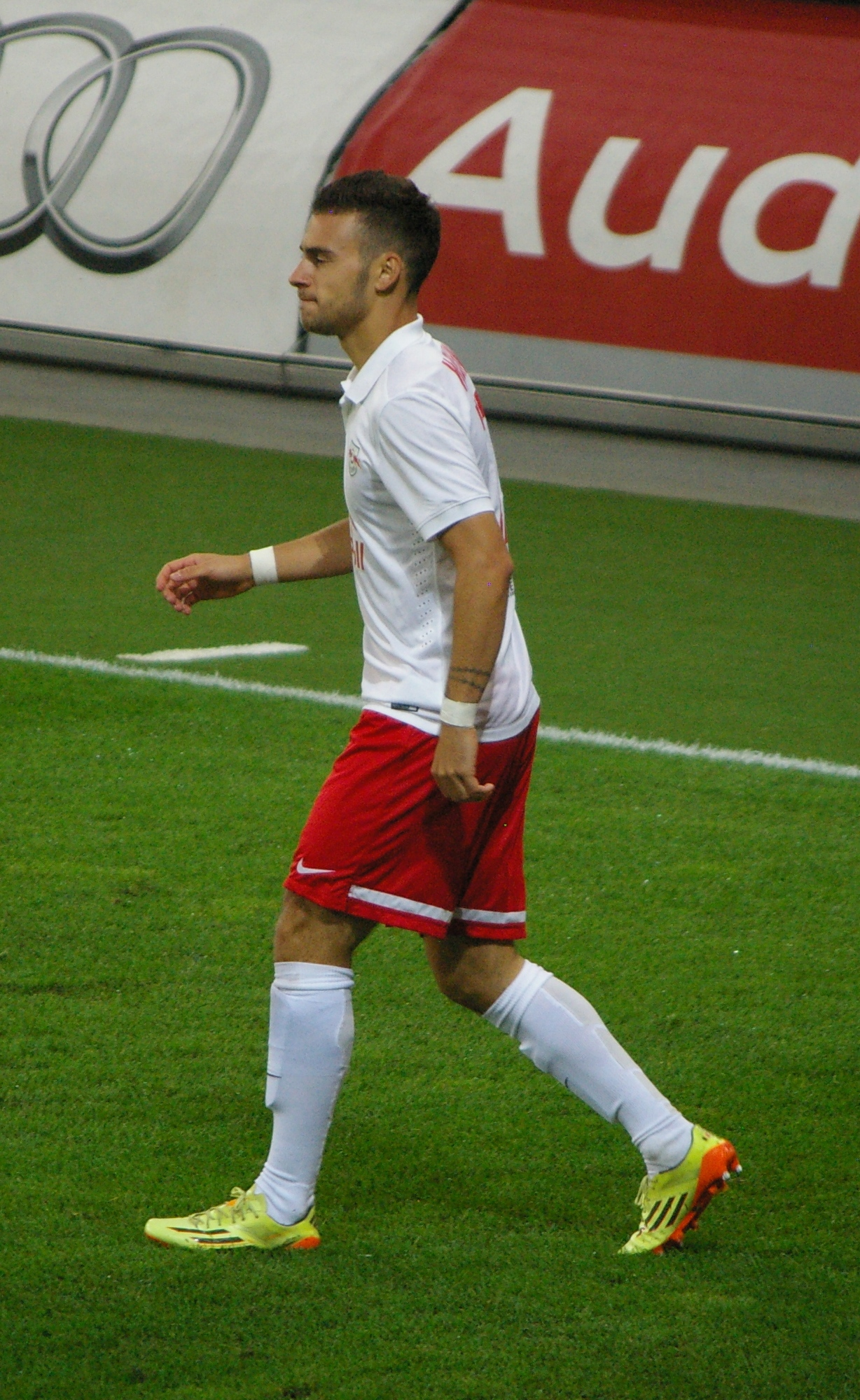
Bruno speelt voor Red Bull Salzburg in een UEFA Champions League-wedstrijd tegen Qarabağ op 6 augustus 2014.

Volgens zijn vader werd verwacht dat Bruno in de zomer Anderlecht zou verlaten. Op 12 juni 2014, Bruno tekende een vijfjarig contract bij het Duitse tweedeklasserteam RB Leipzig, dat zo'n 9 miljoen euro betaalde voor de transfer. De transfersom zou 5 miljoen euro hebben gekost nadat sportief directeur Ralf Rangnick had gezegd dat Leipzig geen 9 miljoen euro had betaald, wat het transferrecord van de club zou hebben. Bruno werd eerder in verband gebracht met een verhuizing naar Bundesliga kant 1899 Hoffenheim. Rangnick verdedigde zijn beslissing om de speler onmiddellijk uit te lenen en zei: "Het is heel gebruikelijk in het internationale voetbal."
Bruno werd vervolgens bij de Oostenrijkse zusterclub Red Bull Salzburg gestald om er te rijpen. Hij maakte zijn debuut voor Salzburg in een gewonnen bekerwedstrijd tegen SC Sollenau. Zijn eerste doelpunt tegen maakte hij in een competitiewedstrijd, scoorde in een laatste minuut van de wedstrijd, in een 2-0 overwinning op 2 augustus 2014. Eind augustus maakte hij nog twee doelpunten, namelijk tegen Admira Wacker Mödling en Rheindorf Altach. Sinds hij bij de club kwam, werd Bruno een vaste waarde in het eerste team, spelend en roterend op verschillende posities op het middenveld, zoals aanvallend, links en rechts. Vervolgens scoorde hij twee doelpunten in twee wedstrijden tussen 24 september 2014 en 28 september 2014 tegen respectievelijk Wiener Sport-Club en Rapid Wien.

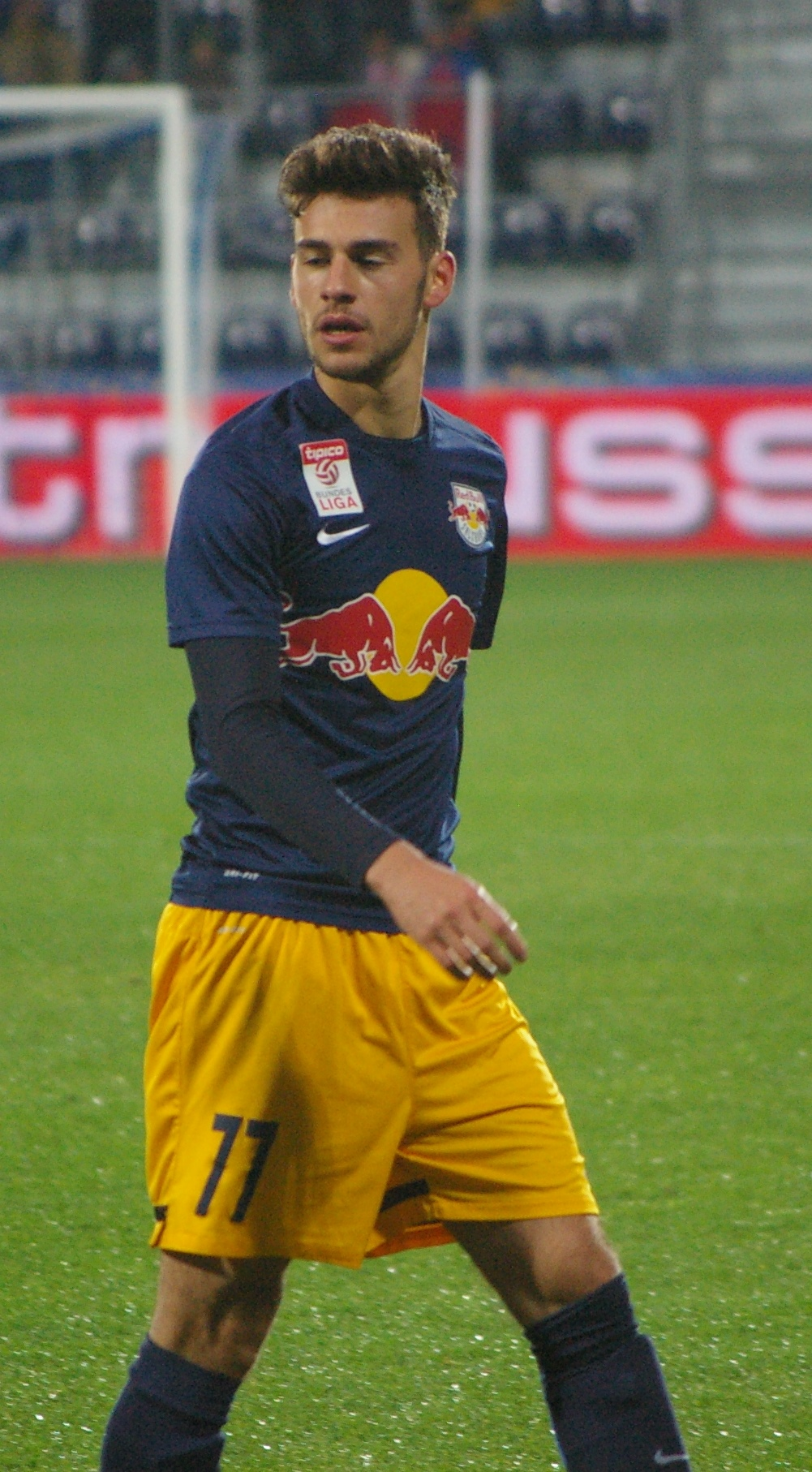
Bruno speelt voor Red Bull Salzburg in een halve finale van de Oostenrijkse bekerwedstrijd tegen SV Grödig op 28 april 2015.

Nadat hij last had van buikspierproblemen, scoorde Bruno drie doelpunten in drie wedstrijden tussen 7 november 2014 en 23 november 2014 tegen Dinamo Zagreb, Rheindorf Altach en Sturm Graz. Hij liep echter tegen het einde van het seizoen 2014-15 drie keer blessures op. Desondanks wonnen Bruno's bijdragen voor Red Bull Salzburg een dubbel: de competitie en de Oostenrijkse beker. Aan het einde van het seizoen 2014-15 speelde hij negenendertig optredens en scoorde hij acht keer in alle competities. Hierna werd bekend dat Bruno zou gaan spelen voor RB Leipzig.

### RB Leipzig
Na 1 seizoen Red Bull Salzburg keert Bruno terug naar RB Leipzig, dat hem uitleende aan Red Bull Salzburg en onlangs promoveerde naar 2. Bundesliga in het seizoen 2015/16.
Hij maakte zijn debuut voor de club en kwam als invaller in de 64e minuut in een 1-0 overwinning tegen FSV Frankfurt in de openingswedstrijd van het seizoen. Sinds hij bij RB Leipzig kwam, werd Bruno al snel een vaste waarde in het eerste team, spelend en roterend op verschillende posities op het middenveld, zoals aanvallend, links en rechts. Nadat hij in november uit de selectie was gezet, keerde hij terug en maakte hij twee doelpunten in twee wedstrijden tussen 6 december 2015 en 13 december 2015 tegen MSV Duisburg en FSV Frankfurt. Bruno scoorde zijn eerste doelpunten voor de club, in een 3-1 overwinning tegen VfL Bochum op 2 april 2016. Gedurende het seizoen 2015-16 bevond hij zich echter in en uit de startopstelling vanwege optredens en zijn eigen blessurezorgen. Desondanks promoveerde Bruno's bijdrage aan RB Leipzig voor de eerste keer naar de Bundesliga nadat hij Karlsruher SC met 2-0 had verslagen op 8 mei 2016. Aan het einde van het seizoen 2015-16 speelde hij zesentwintig optredens en scoorde hij twee keer in alle competities.
Bruno maakte één optreden in het seizoen 2016-17 en maakte zijn Bundesliga-debuut in de openingswedstrijd van het seizoen tegen TSG 1899 Hoffenheim, die opkwam als een 86e minuut vervanger, in een 1-1 gelijkspel. Hij maakte één optreden van het seizoen 2018-19 tegen BK Häcken in de tweede etappe van de tweede voorronde van de UEFA Europa League en scoorde de gelijkmaker, in een 1-1 gelijkspel en zag RB Leipzig door naar de volgende ronde , in wat de laatste wedstrijd van de club blijkt te zijn.

#### RSC Anderlecht (lening)

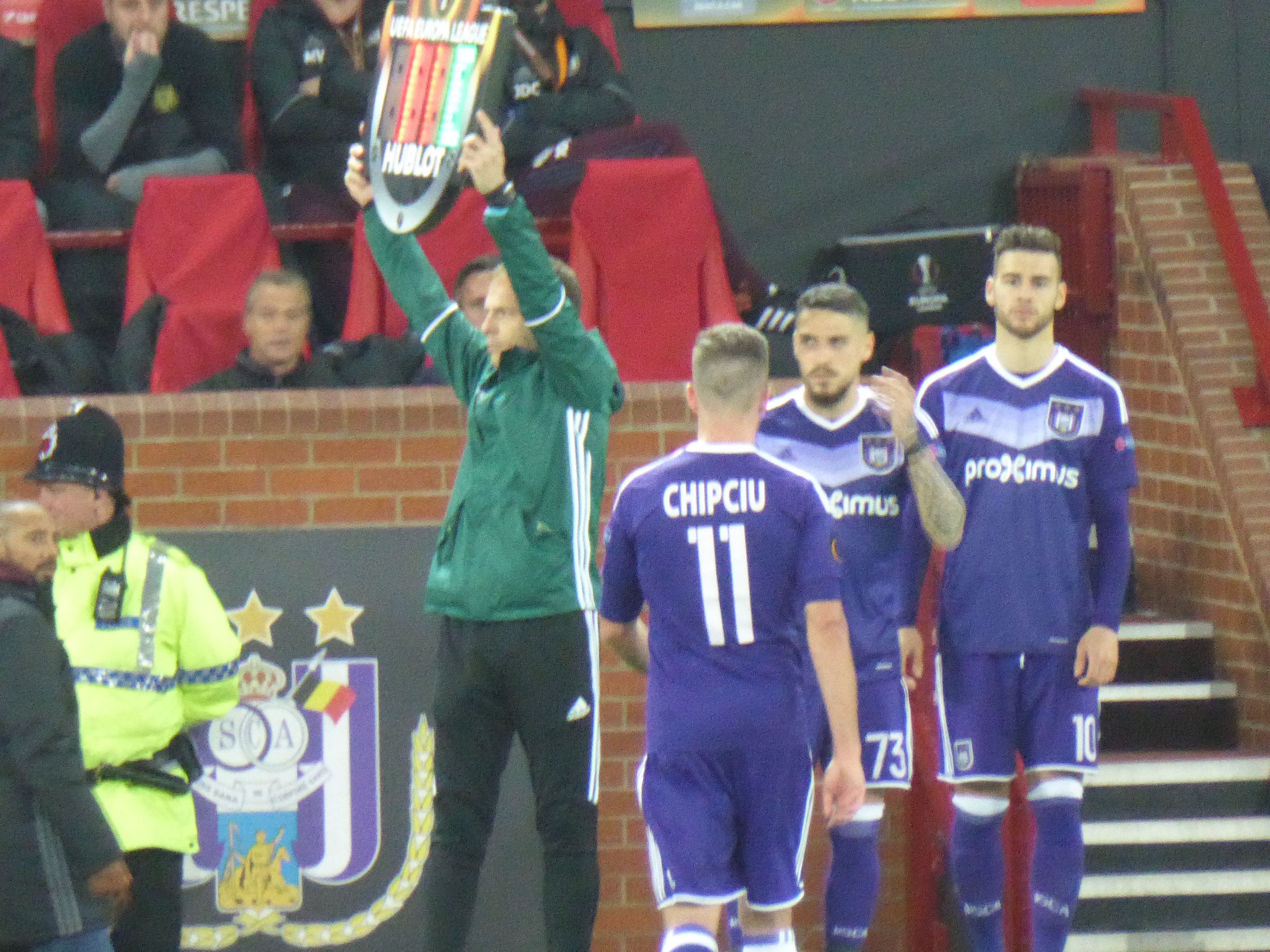
Bruno (met rugnummer 10) staat op het punt om in te vallen tijdens de UEFA Europa League-wedstrijd tegen Manchester United.

Hier kon hij echter geen basisplaats veroveren omdat RB Leipzig veel versterking haalde na de promotie naar de Bundesliga en besloot hij 2 dagen voor het einde van de transferperiode terug te keren naar Anderlecht op leenbasis, hij zou er met het rugnummer 17 gaan spelen. Hij maakte zijn tweede debuut voor de club, komend als een 79e minuut vervanger, in een 3-2 overwinning tegen Charleroi op 11 september 2016. Sinds hij weer bij Anderlecht kwam, merkte Bruno dat hij in het seizoen 2016-17 afwisselend een basis- en een vervangende rol speelde. Zijn eerste doelpunt voor de club in twee jaar kwam op 3 november 2016, net nadat hij opkwam als een late vervanger, in een 6-1 overwinning tegen FSV Mainz 05 in een UEFA Europa League wedstrijd. Na de wedstrijd zei hij: "De score is misschien wat overdreven. Ik ben ook blij dat ik met een doelpunt in de spotlights heb kunnen spelen. Hopelijk heb ik nu meer mogelijkheden om mezelf te laten zien, want ik heb te veel ambitie om op de bank te zitten." Eind november maakte hij nog twee doelpunten door te scoren tegen Gabala en Royal Excel Moeskroen. Zijn volgende doelpunt kwam op 12 februari 2017 in een 4-2 overwinning tegen Zulte Waregem. Een maand later, op 12 maart 2017, scoorde Bruno zijn vijfde doelpunt van het seizoen voor Anderlecht, in een 3-0 overwinning tegen Waasland-Beveren. In de play-offs van het kampioenschap tegen Charleroi kwam hij in de 77e minuut als invaller en scoorde Anderlechts derde doelpunt van de wedstrijd om met 3-1 te winnen en zag de club kampioen van de Jupiler League worden. Ondanks het missen van een wedstrijd vanwege een blessure, maakte Bruno negenendertig optredens en scoorde zes keer in alle competities.
Op 1 juli 2017 werd het huurcontract van Bruno bij Anderlecht verlengd voor het seizoen 2017-18. Hij scoorde zijn eerste doelpunt van het seizoen voor de club, in een 3-2 verlies tegen Sint-Truidense op 20 augustus 2017. Hij was echter niet in staat om zich in het eerste team te vestigen vanwege blessures en geconfronteerd met competities op het middenveld waardoor hij op de vervangende bank werd geplaatst. Bruno scoorde zijn tweede doelpunt van het seizoen, in een 2-1 overwinning tegen Royal Excel Moeskroen op 18 november 2017. Dit werd gevolgd door een hattrick assist, in een 4-0 overwinning tegen KV Kortrijk. Hij kon het succes van Anderlecht van vorig seizoen echter niet evenaren, want de club eindigde op de derde plaats Club Brugge en Standard Luik. Bruno kwam vervolgens tot drieëntwintig optredens en scoorde twee keer in alle competities. Hierna besloot Anderlecht hem niet te ondertekenen en keerde terug naar zijn moederclub.

### Sporting Charleroi
Bruno bereidde zijn seizoen voor bij RB Leipzig, maar omdat hij niet in de plannen van de coach paste, ging hij op zoek naar een nieuw team, dat Sporting Charleroi zijn nieuwe club was, waarmee hij voor het eerst terugkeerde in zeven jaar en tekende een contract voor drie jaar, dat hem tot 2021 aanhield.
Hij maakte zijn debuut voor de club en kwam in de 61e minuut in de plaats in een 3-1 overwinning tegen Royal Excel Moeskroen op 1 september 2018. Sinds hij bij Charleroi kwam, bevond Bruno zich in en uit de startopstelling, spelend en roterend op verschillende posities op het middenveld, zoals aanvallend, links en rechts. Na het missen van twee wedstrijden wegens een blessure, scoorde hij bij zijn terugkeer, in een 2-1 overwinning tegen Club Brugge op 10 november 2018. Een maand later, op 14 december 2018, kwam Bruno als invaller in de 70e minuut in het spel tegen Gent en speelde een belangrijke rol in de wedstrijd door een doelpunt te maken voor Victor Osimhen voordat hij zelf een doelpunt maakte, in een 2-0 winnen. Hij voegde nog twee goals toe voor Charleroi, tegen Waasland-Beveren en Royal Antwerp. In de play-offs van de competitie voor de UEFA Europa League-plek assisteerde hij drie keer twee keer tegen Beerschot VA en één keer tegen Westerlo om de club te helpen zich te plaatsen voor de halve finales van de play-offs van de competitie. Na één wedstrijd te hebben gemist wegens schorsing, assisteerde Bruno nog twee doelpunten tegen KV Kortrijk en Royal Antwerp, aangezien Charleroi zich niet succesvol plaatste voor de UEFA Europa League na een 3-2 nederlaag tegen Royal Antwerp. Aan het einde van het seizoen 2018-19 speelde hij 35 wedstrijden en scoorde hij vier keer in alle competities.
In de openingswedstrijd van het seizoen 2019-20 scoorde Bruno zijn eerste doelpunt van het seizoen, een last-minute gelijkmaker, in een 1-1 gelijkspel tegen Gent. Sinds de start van het seizoen 2019-20 bleef hij te zien in de basisopstelling, spelend en roterend op verschillende posities op het middenveld, zoals aanvallend, links en rechts. Bruno scoorde vervolgens zijn tweede doelpunt van het seizoen, in een 4-0 overwinning tegen Waasland-Beveren op 31 augustus 2019. Later scoorde hij tegen het einde van het jaar nog drie doelpunten, tegen Cercle Brugge (tweemaal in twee verschillende competitieduels) en Gent. Bruno speelde een rol in de wedstrijd tegen Mechelen op 11 februari 2020 toen hij een winnend doelpunt maakte voor Mamadou Fall, in een 2-1 overwinning. Tijdens de wedstrijd kreeg Bruno echter last van een breuk van de kruisbanden en stond hij na een succesvolle operatie enkele maanden aan de kant. Vanwege de COVID-19-pandemie die resulteerde in de annulering van de competitie, kwam hij tot zevenentwintig optredens en scoorde hij vijf keer in alle competities.
Bij de start van het seizoen 2020-21 bleef Bruno herstellen van zijn blessure en keerde hij terug naar de training in oktober. Hij moest wachten tot 7 december 2020 tegen K.V. Kortrijk, die opkomt als invaller in de 86e minuut, in een 0-0 gelijkspel. Een week later, op 15 december 2020, scoorde Bruno zijn eerste doelpunt van het seizoen, als invaller in de 80e minuut, in een 4-3 overwinning tegen Cercle Brugge. Sinds hij terugkeerde van een blessure, kwam zijn speeltijd van de vervanger voor de rest van het seizoen 2020-21. Hij scoorde vervolgens zijn tweede doelpunt van het seizoen, een gelijkmaker scoren in de laatste minuut van de wedstrijd, in een 1-1 gelijkspel tegen Waasland-Beveren op 20 februari 2021. Aan het einde van het seizoen 2020-21 speelde Bruno twintig optredens en scoorde hij twee keer in alle competities. Hierna werd hij vrijgelaten door Charleroi nadat hij er niet in slaagde een akkoord te bereiken om een contract met de club te ondertekenen.

### Bursaspor
Op 14 augustus 2021 tekende Bruno voor TFF 1. Lig side Bursaspor. Hij maakte zijn debuut voor de club, begon een wedstrijd en zorgde voor het tweede doelpunt van de wedstrijd, in een 2-1 nederlaag tegen BB Erzurumspor op 23 augustus 2021. Bruno scoorde zijn eerste doelpunt voor Bursaspor, in een 4-1 overwinning tegen Samsunspor op 15 september 2021..

### KV Kortrijk
Na één seizoen in Turkije actief te zijn geweest keerde Bruno terug naar België waar hij een contract ondertekende bij eersteklasser KV Kortrijk.

## Interlandcarrière
In mei 2009 verscheen Bruno twee keer voor Belgisch U16 tegen Portugal U16 en scoorde in de tweede etappe, waarbij hij beide wedstrijden verloor. Drie maanden later, op 11 augustus 2009, maakte hij zijn Belgisch U17 debuut, begon een wedstrijd en speelde 70 minuten voordat hij werd gewisseld, in een 2-2 gelijkspel tegen Zwitserland U17. Twee weken later, op 29 augustus 2009, Bruno scoorde zijn eerste doelpunt voor de U17 nationale ploeg, in een 2-1 overwinning tegen Hongarije U17. Hij kwam later tot vijftien optredens en scoorde eenmaal voor België U17.
Bruno maakte op 15 september 2010 zijn debuut voor Belgisch U18 als invaller in de tweede helft, in een 2-2 gelijkspel tegen Zwitserland U18. Hij scoorde zijn eerste doelpunt voor de U18 nationale ploeg, in een 2-0 overwinning tegen Estland U18 op 17 maart 2011. Bruno kwam later tot elf optredens en scoorde eenmaal voor België U18. Hij maakte zijn debuut voor Belgisch U19, waarmee hij de hele wedstrijd begon, in een 0-0 gelijkspel tegen Denemarken U19 op 11 augustus 2011. De volgende twee wedstrijden zag Bruno twee keer scoren voor het nationale team van U19 tegen Duitsland U19 en Turkije U19. Bruno scoorde zijn derde doelpunt voor België U19, in een 2-1 nederlaag tegen Spaans U19 op 28 mei 2012. Hij speelde tien keer en scoorde drie keer voor het nationale team U19.
Op 6 september 2012 maakte Bruno zijn debuut voor Belgisch U21 tegen Noorwegen U21, begon een wedstrijd en speelde 57 minuten voordat hij werd gewisseld, in een 3-1 winnen. Hij moest wachten tot 5 februari 2013, als invaller in de tweede helft, in een 1-1 gelijkspel tegen Spaans U21. Hierna speelde Bruno dertien wedstrijden voor het U21-team.

## Statistieken
| Seizoen | Club               | Land                | Competitie    | Competitie | Competitie | Beker | Beker | Supercup | Supercup | Europees | Europees | Totaal | Totaal |
| Seizoen | Club               | Land                | Competitie    | Wed.       | Dlp.       | Wed.  | Dlp.  | Wed.     | Dlp.     | Wed.     | Dlp.     | Wed.   | Dlp.   |
| ------- | ------------------ | ------------------- | ------------- | ---------- | ---------- | ----- | ----- | -------- | -------- | -------- | -------- | ------ | ------ |
| 2010/11 | Sporting Charleroi | Vlag van België     | Eerste klasse | 1          | 0          | 0     | 0     | —        | —        | —        | —        | 1      | 0      |
| 2011/12 | RSC Anderlecht     | Vlag van België     | Eerste klasse | 0          | 0          | 0     | 0     | —        | —        | 0        | 0        | 0      | 0      |
| 2012/13 | RSC Anderlecht     | Vlag van België     | Eerste klasse | 33         | 7          | 5     | 1     | 0        | 0        | 6        | 0        | 44     | 8      |
| 2013/14 | RSC Anderlecht     | Vlag van België     | Eerste klasse | 43         | 13         | 2     | 4     | 1        | 1        | 3        | 1        | 49     | 19     |
| 2014/15 | RB Leipzig         | Vlag van Duitsland  | 2. Bundesliga | 0          | 0          | 0     | 0     | —        | —        | —        | —        | 0      | 0      |
| 2014/15 | → RB Salzburg      | Vlag van Oostenrijk | Bundesliga    | 24         | 6          | 4     | 1     | 0        | 0        | 11       | 1        | 39     | 8      |
| 2015/16 | RB Leipzig         | Vlag van Duitsland  | 2. Bundesliga | 21         | 2          | 2     | 0     | —        | —        | —        | —        | 23     | 2      |
| 2016/17 | RB Leipzig         | Vlag van Duitsland  | Bundesliga    | 1          | 0          | 0     | 0     | —        | —        | —        | —        | 1      | 0      |
| 2016/17 | → RSC Anderlecht   | Vlag van België     | Eerste klasse | 28         | 4          | 2     | 0     | —        | —        | 9        | 2        | 39     | 6      |
| 2017/18 | → RSC Anderlecht   | Vlag van België     | Eerste klasse | 17         | 2          | 2     | 0     | —        | —        | 4        | 0        | 23     | 2      |
| 2018/19 | RB Leipzig         | Vlag van Duitsland  | Bundesliga    | 0          | 0          | 0     | 0     | —        | —        | 1        | 1        | 1      | 1      |
| 2018/19 | Sporting Charleroi | Vlag van België     | Eerste klasse | 34         | 4          | 1     | 0     | —        | —        | —        | —        | 35     | 4      |
| 2019/20 | Sporting Charleroi | Vlag van België     | Eerste klasse | 25         | 4          | 2     | 1     | —        | —        | —        | —        | 27     | 5      |
| 2020/21 | Sporting Charleroi | Vlag van België     | Eerste klasse | 18         | 2          | 2     | 0     | —        | —        | —        | —        | 20     | 2      |
| 2021/22 | Bursaspor          | Vlag van Turkije    | TFF 1. Lig    | 28         | 6          | 1     | 0     | —        | —        | —        | —        | 29     | 6      |
| 2022/23 | KV Kortrijk        | Vlag van België     | Eerste klasse | 22         | 3          | 3     | 3     | —        | —        | —        | —        | 25     | 6      |
| 2023/24 | KV Kortrijk        | Vlag van België     | Eerste klasse | 31         | 1          | 1     | 0     | —        | —        | —        | —        | 32     | 1      |
| 2024/25 | KV Kortrijk        | Vlag van België     | Eerste klasse | 2          | 0          | 0     | 0     | —        | —        | —        | —        | 2      | 0      |
| TOTAAL  | TOTAAL             | TOTAAL              | TOTAAL        | 328        | 54         | 27    | 10    | 1        | 1        | 34       | 5        | 387    | 70     |

## Erelijst
| Competitie                 |                |                           |                |                |
| Competitie                 | Aantal         | Jaren                     |                |                |
| RSC Anderlecht             | RSC Anderlecht | RSC Anderlecht            | RSC Anderlecht | RSC Anderlecht |
| -------------------------- | -------------- | ------------------------- | -------------- | -------------- |
| Belgisch kampioen          | 3x             | 2012/13, 2013/14, 2016/17 |                |                |
| Belgische Supercup         | 2x             | 2012, 2013                |                |                |
| Red Bull Salzburg          |                |                           |                |                |
| Oostenrijks kampioen       | 1x             | 2015                      |                |                |
| Red Bull Leipzig           |                |                           |                |                |
| 2e plaats Duitse 2e klasse | 1x             | 2016                      |                |                |